# Dolní Olešnice
Dolní Olešnice é uma comuna checa localizada na região de Hradec Králové, distrito de Trutnov‎.